# Janina Kuś
Janina Kazimiera Kuś (ur. 24 czerwca 1942 w Różycach, zm. 28 stycznia 2000 w Chodowie) – polska polityk, samorządowiec, posłanka na Sejm X kadencji.

## Życiorys
Ukończyła w 1978 studia na Akademii Wychowania Fizycznego, a w 1987 studia podyplomowe na Uniwersytecie Warszawskim. Działała w Związku Harcerstwa Polskiego.
W 1967 wstąpiła do Polskiej Zjednoczonej Partii Robotniczej, była członkinią egzekutywy komitetu gminnego PZPR. W 1989 została wybrana na posłankę na Sejm kontraktowy z okręgu kutnowskiego. Na koniec kadencji wchodziła w skład Parlamentarnego Klubu Lewicy Demokratycznej, pracowała w trzech komisjach stałych i jednej nadzwyczajnej.
Po zakończeniu pracy w parlamencie była wójtem gminy Witonia. W 1998 została wybrana na radną sejmiku łódzkiego z listy Sojuszu Lewicy Demokratycznej.
Odznaczona Złotym (1984) i Brązowym (1964) Krzyżem Zasługi.